# Mig og min far - hvem fanden gider klappe?
Mig og min far - hvem fanden gider klappe? er en dokumentarfilm fra 2014 instrueret af Kathrine Ravn Kruse efter manuskript af Kathrine Ravn Kruse, Mille Haynes og Mathilde Hvid Lippmann.

## Handling
Efter 20 års massivt alkoholmisbrug går Kathrines far, Palle, på antabus! Pludselig øjner Kathrine muligheden for at få den far, hun aldrig rigtigt har haft. Og Palle ser muligheden for en ny chance i livet - og griber den.